# 洛湾站
洛湾站是贵阳轨道交通3号线的地铁车站，位于中华人民共和国贵州省贵阳市乌当区规划东三路与规划路交叉口东侧，为3号线北端终点站，亦是贵阳轨道交通系统最东端车站，于2023年12月16日开通。

## 车站结构
洛湾站沿东三路南北向设置，为地下一层地上二层（局部一层）岛式站台车站，车站长216.3米，主体建筑面积12225.7平方米，车站地面为站厅层，地下一层为站台层。车站南侧设有单渡线，北侧设有两条出入段线，接入东风镇车辆段。
| 地面              | 站厅及出入口 | A、B、C出入口、客服中心、自动售票机、验票机                                                                           |
| 地下一层          | 站台         | \| \| \| █ 3号线往桐木岭（省委党校）（东风（贵黔医院）） \| \| 島式 · 開右邊车门 \| \| \| \| \| \| █ 3号线备用站台 \| |
|                   |              | █ 3号线往桐木岭（省委党校）（东风（贵黔医院））                                                                       |
| 島式 · 開右邊车门 |              | |
|                   |              | █ 3号线备用站台 |

## 车站出口
洛湾站共有3个出入口，各出口及周围设施如下所示：
| 编号                | 出入口信息           | 照片 | 无障碍设施 |
| ------------------- | -------------------- | ---- | ---------- |
| A · 出口 · （设有） | 洛湾路，东风镇车辆段 |      |            |
| B · 出口            | 洛湾路，东风镇车辆段 |      | 不適用     |
| C · 出口 · （设有） | 洛湾路，方经寺       |      |            |
| 图例： 设有         |                      |      |            |

## 接驳交通

### 公交车
- 铁二培：108路

## 车站历史
本站工程名与正式名均为洛湾站，站名来自车站所处的洛湾村。
- 2020年5月18日，车站主体结构封顶[3]。
- 2023年12月16日，车站随3号线一期工程通车开通[2]。